# 트리스트램 샌디의 일생과 의견

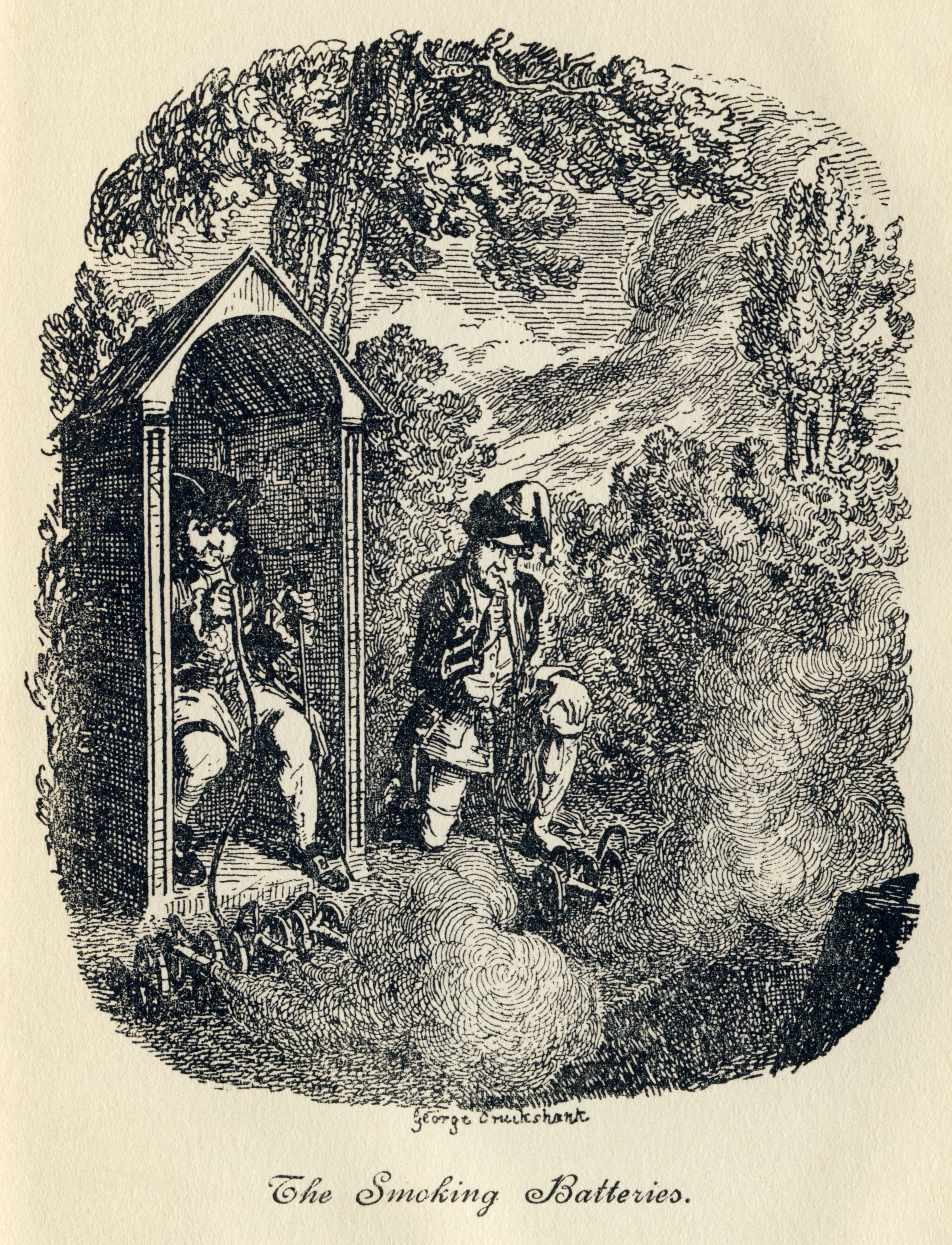

《트리스트램 샌디의 일생과 의견》(The Life and Opinions of Tristram Shandy, Gentleman, 1760-1767)은 로런스 스턴의 소설이다.
전9권을 8년에 걸쳐 분권 간행(分權刊行). 영국소설 중의 기서(奇書)라고 불리는 이 작품에는 외적 구조로서의 이야기의 줄거리는 전무에 가깝고 주인공은 제3권의 마지막에 겨우 나오지만 등장인물로서는 거의 활동하지 않으며, 중심이 되고 있는 것은 고래(古來)의 기묘한 학설에 열중하는 부친 월터와, 눈물 많은 인정가이나 공성술(攻城術)에 몰두하고 있는 숙부 토비 대위와,그들의 친구로 소탈한 목사 요리크 등의 색다른 인물들의 ‘생활과 의견’이다. 최초 분권 출판과 동시에 크게 호평을 받아 작가 스턴은 초로(初老)의 한 목사에서 일약 문단과 사교계의 총아가 되었다.
한편 도덕면에서도 형식면에서도 비판의 표적이 되고, 특히 파격적인 구성과 형식은 19세기를 통하여 불순하고 무질서한 것이라고 공격을 당했으나 최근에는 이것이 의식적인 기법으로 재인식되어 소설방법론 면에서 높이 평가되고 있다.